# 布鲁塞尔证券交易所

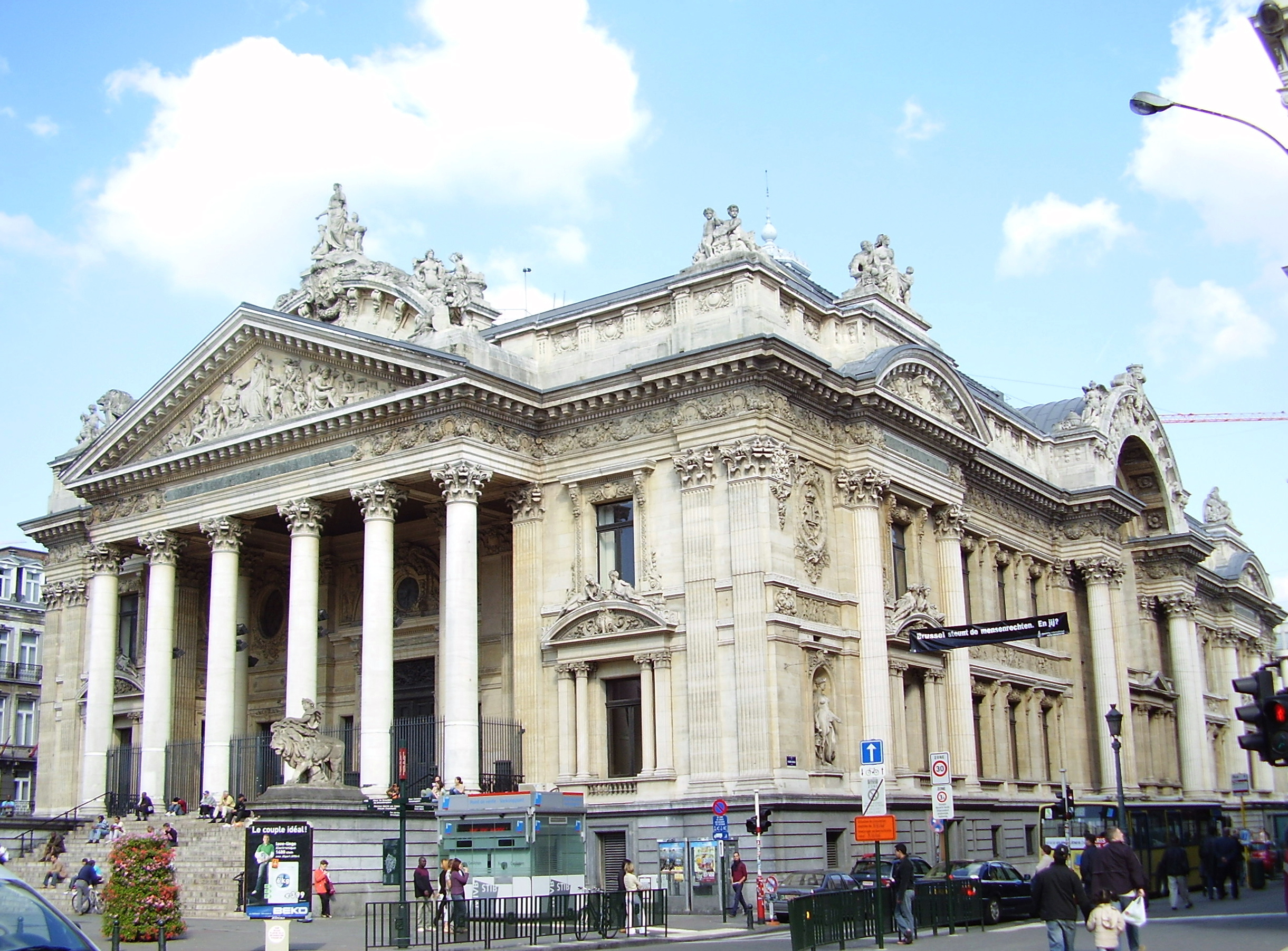
證券交易所宮

布鲁塞尔证券交易所（英語：Brussels Stock Exchange，BSE）于1801年由拿破仑诏令建立于比利时布鲁塞尔。2000年9月22日，BSE与巴黎证券交易所，里斯本证券交易所以及阿姆斯特丹证券交易所合并，建立泛欧交易所，即首个泛欧洲的股票和金融衍生工具，以及所有产品的一般交易与结算的交易所，并更名为“布鲁塞尔泛欧交易所”（Euronext Brussels）。最知名的布鲁塞尔证券交易所指数是BEL20（比利时20种股票指数）。